# Умпелева, Галина Николаевна
Гали́на Никола́евна У́мпелева (7 апреля 1939, Троицк — 20 декабря 2016, Екатеринбург) — советская и российская актриса театра и кино, педагог; народная артистка РСФСР (1980).

## Биография
Родилась в Троицке Челябинской области в актёрской семье, и отец и мать служили в Кировском театре юного зрителя. С 1947 по 1956 год обучалась в кировской школе № 29.
По окончании школы поступила в Кировский авиационный техникум на отделение авиационного моделирования. Едва началось обучение, студентов отправили на картошку, где Галина тяжело простудилась и надолго попала в больницу. Тогда в результате в мае 1957 года ей пришлось бросить учёбу, не окончив первого курса. В июне того же года устроилась работать суфлёром в Кировский театр юного зрителя и вскоре, подменив на репетиции заболевшую актрису, решением главного режиссёра театра П. Н. Даусона была введена в спектакль. За этим последовали и другие роли более чем в десяти спектаклях.
В 1962 году перешла в Свердловский театр юного зрителя. 
В 1967—1968 годах играла в Воронежском драматическом театре.
В 1968 году вернулась в Свердловск в труппу Свердловской драмы, где выступала на протяжении 48 сезонов, сыграв за это время более 150 ролей.
Преподавала в Екатеринбургском театральном институте (доцент кафедры мастерства актёра). Среди выпускников её с С. В. Фёдоровым мастерской — А. Плац, К. Итунин.
Скончалась 20 декабря 2016 года в Екатеринбурге от тяжёлой болезни. Похоронена на Широкореченском кладбище в Екатеринбурге.

### Семья
- отец — Николай Ильич Умпелев (1911—1970), театральный актёр с амплуа «романтического героя», с началом войны в рядах Красной армии, был стрелком 200-й стрелковой дивизии, награждён медалью «За отвагу»  (1943)[12][13], в том же году попал в плен. После освобождения интернирован в сталинские лагеря, из которых в семью уже не вернулся[1];
- мать — Елена Васильевна Шагалова (? —1978), актриса Кировского ТЮЗа с 1937 по середину 1970-х годов, после войны вышла замуж за Александра Ивановича Малых, актёра того же театра[14].
- сводный брат — Александр Александрович Малых, инженер по вычислительной технике[14]
- муж — Сергей Николаевич Южин (? —1989), актёр; брак, заключённый в 1960 году, продлился немногим больше года[15].

## Работы в театрах
Кировский ТЮЗ
- 1957 — «Именем революции» Н. Погодина — Женя
- 1958 — «Недоросль» Д. Фонвизина — Софья
- 1958 — «Неравный бой» В. Розова — Лиза
- 1960 — «Маленькая студентка» Н. Погодина — Зинка Пращина
- 1961 — «Слуга двух господ» К. Гольдони — Смеральдина
- 1961 — «Принцесса Турандот» Ф. Шиллера по сказке К. Гоцци — Турандот
- «Горная баллада» В. Лаврентьева — Оля
- «Заводские ребята» И. Шура — Таня
- «Пароход зовут „Орлёнок“» А. Галича — Любаша Соловьёва
- «Снежок» В. Любимова — школьница
- «Сомбреро» С. Михалков — мальчишка Слава
- «Уходили комсомольцы» И. Шишкина — Саня Кочкина

Роли приведены по книгам «Галина Умпелева — Народная артистка России» (2019) и «Галина Умпелева. Такая, какая есть» (2020)
Свердловский ТЮЗ
- 1962 — «Пушкинский вальс» М. Прилежаевой — Настя
- 1962 — «Коллеги» В. Аксёнова — Инна
- 1962 — «Преступление и наказание» инсценировка Э. Радзинского по одноимённому роману Ф. Достоевского — Соня Мармеладова
- 1963 — «Гордячка» Т. Яна — Лиза
- 1963 — «Русские люди» К. Симонова — Валя
- 1964 — «Сто четыре страницы про любовь» Э. Радзинского — Наташа
- 1965 — «Мой бедный Марат» А. Арбузова — Лика
- 1965 — «Катя и чудеса» Н. Чернет и Г. Ягфельда — Кикимора
- 1966 — «Легенда о Паганини» В. Балашова — Беатриче
- 1966 — «Обрыв» И. Гончарова — Вера
- 1966 — «Золотой ключик» А. Толстого — Лиса Алиса

Роли приведены по книге «Галина Умпелева — Народная артистка России» (2019)
Воронежский театр драмы
- 1967 — «Варшавская мелодия» Л. Зорина — Гелена (реж. Герман Меньшенин)
- 1967 — «Интервенция» Л. Славина — Жанна Барбье (реж. Меер Гершт)
- 1967 — «Укрощение укротителя» Дж. Флетчера — Ливия (реж. Герман Меньшенин)

Роли приведены по книге «Галина Умпелева — Народная артистка России» (2019)
Свердловский театр драмы
- 1968 — «Аргонавты» Ю. Эдлиса — Наташа (реж. Александр Соколов)
- 1968 — «Варшавская мелодия» Л. Зорина — Гелена (реж. Александр Соколов)
- 1969 — «Вас вызывает Таймыр» А. Галича — Люба Попова (реж. Константин Исаев)
- 1969 — «Орфей спускается в ад» Т. Уильямса — леди (реж. А. Блинов)
- 1969 — «Человек и джентльмен» Э. де Филиппо — Биче (реж. Александр Соколов, К. Максимов)
- 1970 — «Большевики» М. Шатрова — Ульянова (реж. Александр Соколов)
- 1970 — «Дама сердца прежде всего» П. Кальдерона — Лаура (реж. Вениамин Битюцкий)
- 1970 — «Кандидат партии» А. Крона — Вера Ермолаева (реж. Александр Соколов)
- 1971 — «А зори здесь тихие…» Б. Васильева — Рита Осянина (реж. Александр Соколов)
- 1971 — «У времени в плену» А. Штейна — Лариса (реж. Александр Соколов)
- 1971 — «Человек со стороны» И. Дворецкого — Щёголева (реж. А. Блинов)
- 1972 — «Валентин и Валентина» М. Рощина — Женя (реж. Александр Соколов)
- 1972 — «Трамвай „Желание“» Т. Уильямса — Бланш Дюбуа (реж. Вениамин Битюцкий)
- 1973 — «Безымянная звезда» М. Себастьяна — Мона (реж. Ефим Лифсон)
- 1973 — «Всего дороже» В. Попова и Е. Ленской — Лагутина (реж. Александр Соколов)
- 1973 — «Перехожу к действиям» Э. Вериго — Лисовская (реж. Вениамин Битюцкий)
- 1974 — «Борис Годунов» А. Пушкина — Марина Мнишек (реж. Александр Соколов)
- 1974 — «Прошлым летом в Чулимске» А. Вампилова — Зина (реж. Ефим Лифсон)
- 1975 — «Муж и жена» М. Рощина — Варя — (реж. Вячеслав Анисимов)
- 1975 — «Несколько дней без войны» К. Симонова — Ника (реж. Ефим Лифсон)
- 1975 — «Принц и нищий» М. Твена — Нищий, Принц — (реж. Вячеслав Анисимов)
- 1975 — «С любовью не шутят» П. Кальдерона — Беатриса (реж. Борис Эрин)
- 1976 — «День почти счастливый» Г. Бокарева — Фокина (реж. Александр Соколов)
- 1976 — «Драма из-за лирики» Г. Полонского — Марина Максимовна (реж. Александр Соколов)
- 1976 — «Интервью в Буэнос-Айресе» Г. Боровика — Рита — (реж. Вячеслав Анисимов)
- 1976 — «Такси в течение получаса» Г. Рябкина — Зина — (реж. Вячеслав Анисимов)
- 1977 — «Варвары» М. Горького — Монахова (реж. Александр Соколов)
- 1977 — «Оптимистическая трагедия» В. Вишневского — Комиссар (реж. Александр Соколов)
- 1978 — «Плоды просвещения» Л. Толстого — Бетси (реж. Александр Соколов)
- 1979 — «Гнездо глухаря» В. Розова — Искра (реж. Александр Соколов)
- 1979 — «Нора» Г. Ибсена — Нора (реж. Александр Соколов)
- 1979 — «Революционный этюд» М. Шатрова — Крупская (реж. Александр Соколов)
- 1979 — «Человеческий голос» Ж. Кокто — Женщина (реж. Александр Соколов)
- 1980 — «Берег» Ю. Бондарева — Эмма Герберт (реж. Александр Соколов)
- 1980 — «Ненависть» А. Шайкевича — Джейн (реж. Александр Соколов)
- 1981 — «Долгожданный» А. Салынского — Нина Мытникова (реж. Александр Соколов)
- 1981 — «Конец недели» Г. Бокарева — Ольга (реж. Александр Соколов)
- 1981 — «Стихийное бедствие» Б. Рацера и В. Константинова — Наталья Сергеевна (реж. Н. Чичерина)
- 1983 — «Дорогая Елена Сергеевна» Л. Разумовской — Елена Сергеевна (реж. Вячеслав Анисимов)
- 1983 — «Победительница» А. Арбузова — Майя Алейникова (реж. Александр Попов)
- 1983 — «Чайка» А. Чехова — Аркадина (реж. Ф. Григорьян)
- 1984 — «Месье Амилькар, или Человек, который платит» И. Жамиака — Элеонора (реж. Александр Попов)
- 1984 — «Тартюф» Ж.-Б. Мольера — Эльмира (реж. Александр Попов)
- 1985 — «Рядовые» А. Дударева — Вера (реж. Вячеслав Анисимов)
- 1985 — «Священные чудовища» Ж. Кокто — Эстер (реж. Вячеслав Анисимов)
- 1986 — «Кабанчик» В. Розова — Кашина (реж. Вячеслав Анисимов)
- 1987 — «А этот выпал из гнезда…» Д. Вассермана — Сестра Крысчед (реж. В. Аулов)
- 1987 — «Семейный ужин в половине второго» В. Павлова — Ирина (реж. В. Диканский)
- 1988 — «Последние» М. Горького — Софья (реж. Валерий Пашнин)
- 1989 — «Дальше — тишина…» В. Дельмар — Анита (реж. Вениамин Сливкин)
- 1989 — «Мандат» Н. Эрдман — Гулячкина (реж. Валерий Пашнин)
- 1990 — «Вишнёвый сад» А. Чехова — Раневская Любовь Андреевна (реж. Михаил Скоморохов)
- 1990 — «Лев зимой» Д. Голдмена — Алиенора Аквитанская (реж. Владимир Гришанин)
- 1990 — «Недоразумение» А. Камю — Мать (реж. Александр Баранников)
- 1991 — «Приятная женщина с цветком и окнами на север» Э. Радзинского — Аэлита (реж. Султан Абдиев)
- 1991 — «Флорентийские ночи» по циклу писем М. Цветаевой (моноспектакль в собственной постановке)
- 1992 — «Стеклянный зверинец» Т. Уильямса — Аманда Уингфилд (реж. Игорь Махров)
- 1992 — «Убийство в Немуре» А. Кристи — Лаурна Верне (реж. Алексей Петров)
- 1993 — «Бабочка… бабочка» А. Николаи[итал.] — Эдда (реж. В. Аулов)
- 1994 — «Загнанная лошадь» Ф. Саган — Фелисити (реж. Валерий Пашнин)
- 1994 — «Этот пылкий влюблённый» Н. Саймона — Элейн, Бобби, Дженнет (реж. Алексей Петров)
- 1996 — «Наполеон и Жозефина» Ф. Брукнера — Жозефина (реж. Вячеслав Анисимов)
- 1996 — «Таланты и поклонники» А. Островского — Домна Пантелеевна (реж. Андрей Любимов)
- 1997 — «Дядя Ваня» А. Чехова — Войницкая (реж. Аркадий Кац)
- 1997 — «Поминальная молитва» Г. Горина — Голда (реж. Владимир Гурфинкель)
- 1998 — «Гарольд и Мод» К. Хиггинса и Ж.-К. Карьера — Мод (реж. Владимир Гурфинкель)
- 1998 — «Ваша сестра и пленница» Л. Разумовской — Елизавета (реж. Валерий Пашнин)
- 1999 — «Идеальный муж» О. Уайльда — леди Маркби (реж. Аркадий Кац)
- 2000 — «Торжество любви» П. де Мариво — Леонтина (реж. Владимир Агеев)
- 2002 — «Смерть коммивояжёра» А. Миллера — Линда Ломен (реж. Николай Попков)
- 2002 — «Цилиндр» Э. де Филиппо — директор (реж. Владимир Рубанов)
- 2003 — «Все в саду» Э. Олби — миссис Туз (реж. Владимир Марченко)
- 2004 — «Августовские киты» Д. Берри — Сара Уэббер (реж. Борис Цейтлин)
- 2006 — «Завтра было вчера» по пьесе «Всё кончено» Э. Олби — жена (реж. Евгений Ланцов)
- 2007 — «Пигмалион» Б. Шоу — миссис Хиггинс (реж. Александр Исаков)
- 2009 — «Мой прекрасный монстр» М. Ферриса — Эмили Холбрук (реж. Александр Исаков)
- 2009 — «Ханума» А. Цагарели — Ануш (реж. Александр Исаков)
- 2010 — «Пляж Афродиты» Н. Портнова — Хозяйка (реж. Ника Козоровицкая)
- 2011 — «Дикарь» А. Касона — тётушка Матильда (реж. Александр Исаков)
- 2011 — «Король умирает» Э. Ионеско — Королева Маргарита (реж. Кшиштоф Занусси)
- 2015 — «Игра в джин» Д. Кобурна — Фонсия Дорси — (реж. Виталий Дьяченко)
- 2015 — «Соло для часов с боем» О. Заградника — Пани Конти (реж. Анатолий Праудин)

Роли приведены по книге «Галина Умпелева — Народная артистка России» (2019)

## Фильмография
- 1968 — Белое солнце пустыни — Джамиля, жена Абдуллы (нет в титрах)
- 1975 — Клад — эпизод
- 1977 — Гармония — эпизод
- 1985 — Иван Бабушкин (1-я серия) — Басовская
- 1985 — Свадьба старшего брата
- 1991 — Расстанемся, пока хорошие — княгиня Чачба
- 1993 — И вечно возвращаться — Александра Фёдоровна
- 2007 — Дело было в Гавриловке (10—12 серии) — Караваева
- 2008 — Дело было в Гавриловке-2 (2, 3, 11, 12 серии) — Караваева

## Награды и премии
- заслуженная артистка РСФСР[20];
- «Лучшая женская роль» на конкурсе «Браво!» — 1977 за роль Комиссара в спектакле «Оптимистическая трагедия» Свердловского театра драмы[21];
- «Лучшая женская роль» на конкурсе «Браво!» — 1979 за роль Норы в спектакле «Нора» Свердловского театра драмы[21];
- народная артистка РСФСР (Указ Президиума Верховного Совета РСФСР от 21 октября 1980);
- лауреат премии Губернатора Свердловской области за выдающиеся достижения в области литературы и искусства 1998 года (11 марта 1999)[22];
- орден Почёта (5 июня 2000)[23];
- премия Правления Свердловского отделения СТД РФ (ВТО) «И мастерство, и вдохновение…» на конкурсе и фестивале «Браво!» — 2005 — за высокое служение искусству (2006)[24];
- «Лучшая женская роль второго плана» на конкурсе и фестивале «Браво!» — 2009 за роль Ануш в спектакле «Ханума» Свердловского театра драмы;
- Почётный гражданин Свердловской области (7 октября 2010)[25];
- театральная премия «Золотая маска» «За вклад в развитие театрального искусства» (15 апреля 2011)[26].

## Память

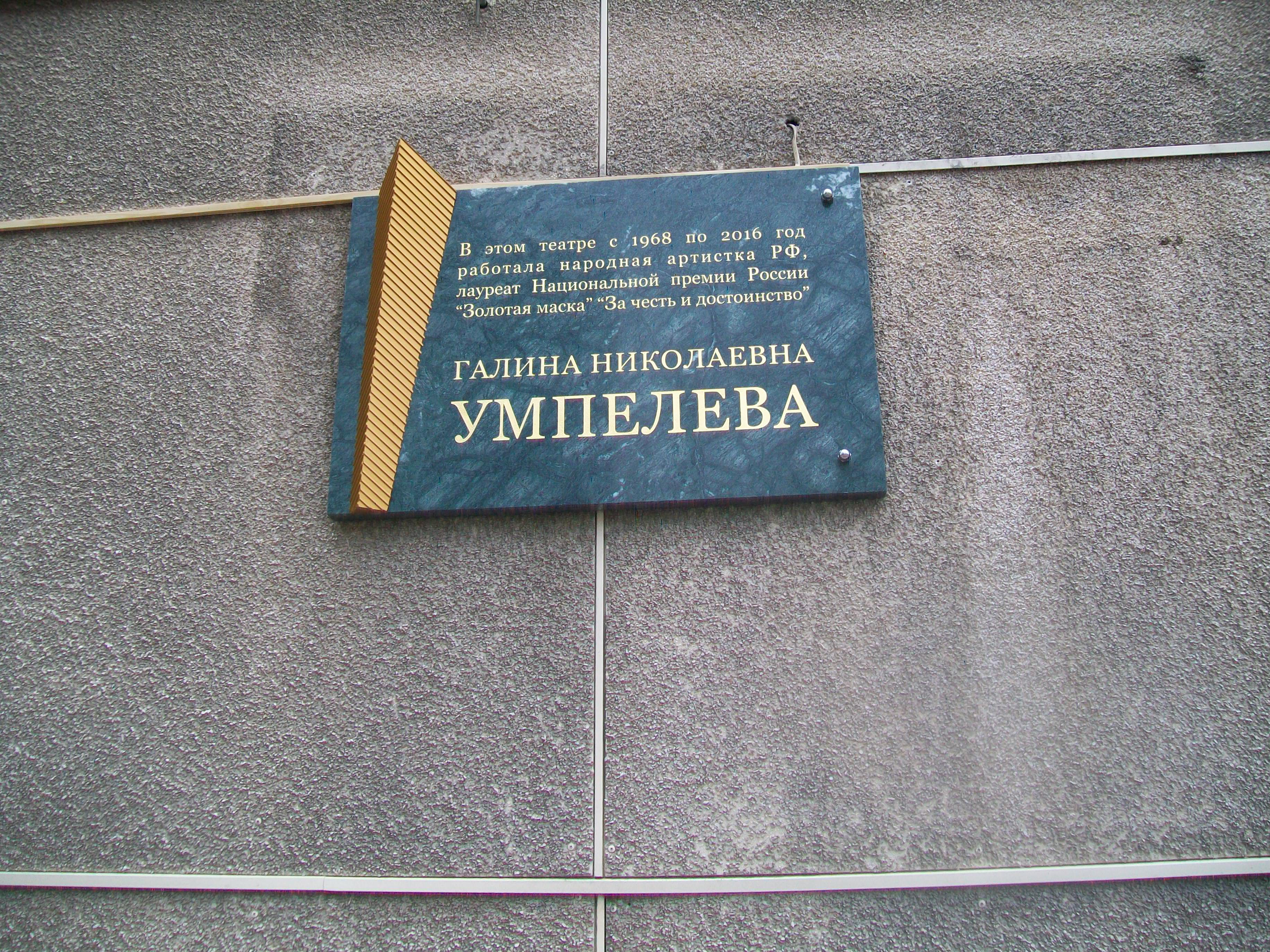
Мемориальная доска на здании Свердловского театра драмы

В августе 2017 года на здании Свердловского академического театра драмы в память об актрисе установлена мемориальная доска.
Решением коллектива Свердловского театра драмы его Малая сцена носит имя актрисы.